# Babyface (Musiker)

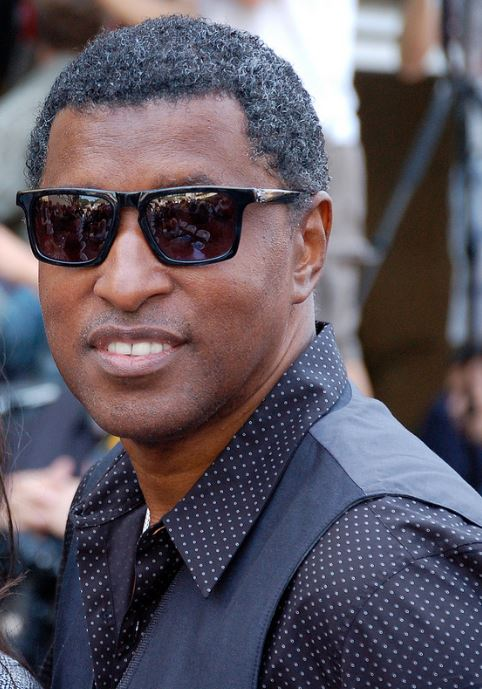
Kenny „Babyface“ Edmonds (2013)

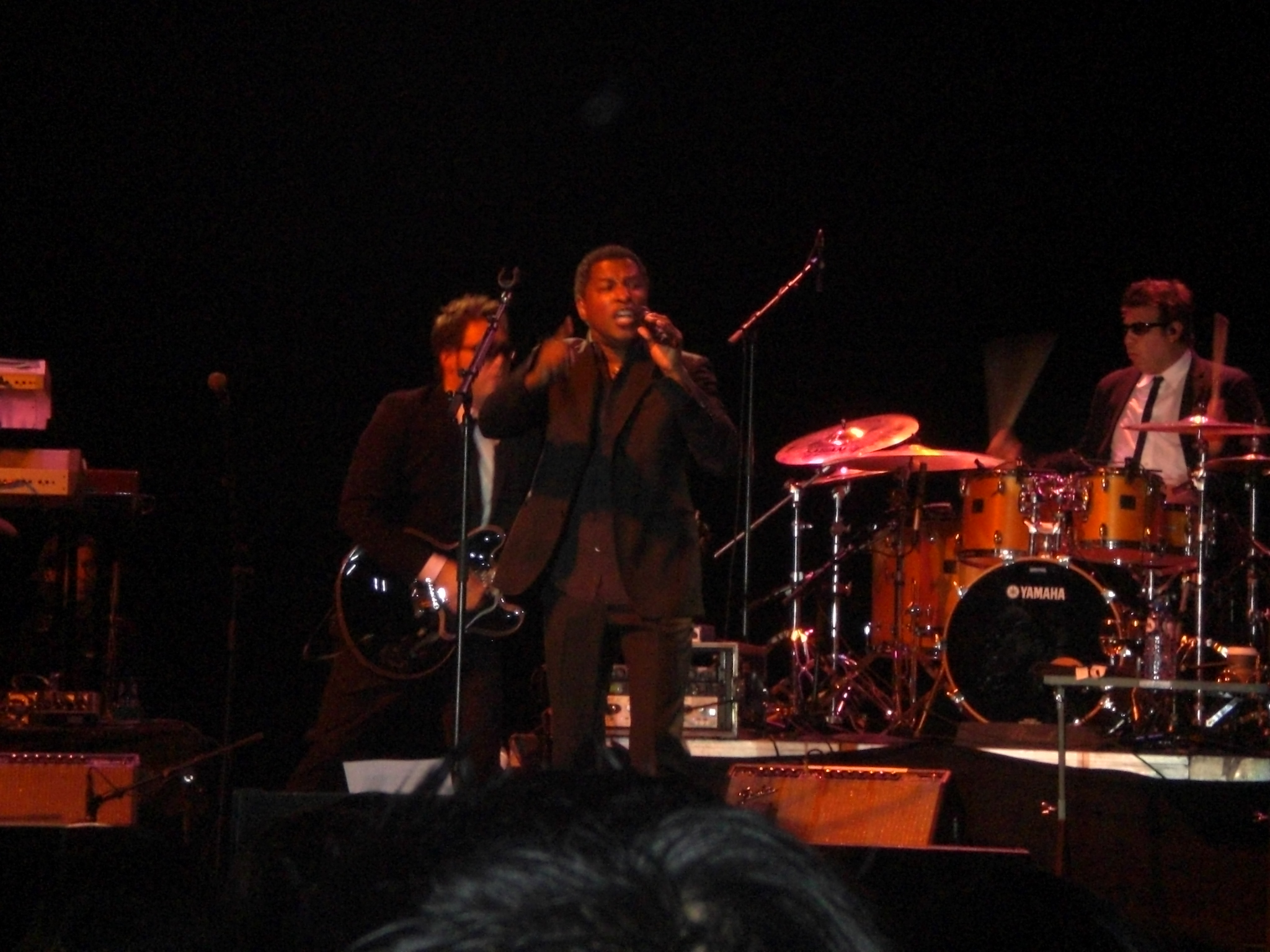
Edmonds live in Amsterdam (2009)

Kenneth Edmonds (* 10. April 1959 in Indianapolis), auch bekannt als Babyface, ist ein US-amerikanischer R&B- und Popsänger, Songwriter und Produzent, der in seiner Karriere bislang mit elf Grammys ausgezeichnet wurde.

## Leben und Karriere
Edmonds besuchte die North Central High School in Indianapolis. Später spielte er unter anderem mit Bootsy Collins zusammen. In den 1970er-Jahren war er Mitglied der Gruppe Manchild. Anfang der 1980er Jahre veröffentlichte Edmonds mit der Gruppe The Deele drei Alben. 1986 unterschrieb er einen Solovertrag bei Solar Records und veröffentlichte sein Debütalbum Lovers. Er gründete 1989 gemeinsam mit L.A. Reid das Plattenlabel LaFace Records.
Edmonds schrieb und produzierte die Songs End of the Road von Boyz II Men und Exhale (Shoop Shoop) von Whitney Houston. Von ihm stammt auch der Madonna-Hit Take a Bow aus dem Jahr 1994, der sich sieben Wochen auf Platz 1 der Billboard-Charts hielt. 1996 komponierte er zusammen mit David Foster The Power of the Dream, den offiziellen Song der Olympischen Spiele 1996. Edmonds arbeitete außerdem unter anderem mit TLC, Céline Dion, Mary J. Blige, Jay-Z, Foxy Brown, Mariah Carey, Toni Braxton, Az Yet, Eric Clapton (Change the World, und Talk to Me, 1996) Aretha Franklin, John Mellencamp (Walk Tall und Thank You, 2004) und Stevie Wonder zusammen. Von 1995 bis 1997 erhielt er dreimal in Folge den Grammy als „Produzent des Jahres“.
Am 15. April 2007 trat Babyface bei einem Konzert von Prince als Gast auf.
1999 wurde ein Teil der Interstate 65, die durch seine Heimatstadt Indianapolis führt, in Kenneth „Babyface“ Edmonds Highway umbenannt. Der Rolling Stone listete Babyface 2015 auf Rang 90 der 100 größten Songwriter aller Zeiten.
Babyface heiratete am 5. September 1992 Tracey Edmonds, mit der er zwei Söhne hat: Brandon (* 1997) und Dylan (* 2001). Die Ehe wurde am 22. Juni 2007 geschieden.
Am 13. Februar 2023 sang er "America the Beautiful" beim Superbowl LVII in Glendale, Arizona.

## Diskografie

### Studioalben
| Jahr | Titel                      | Höchstplatzierung, Gesamtwochen, AuszeichnungChartplatzierungen (Jahr, Titel, Platzierungen, Wochen, Auszeichnungen, Anmerkungen) | Höchstplatzierung, Gesamtwochen, AuszeichnungChartplatzierungen (Jahr, Titel, Platzierungen, Wochen, Auszeichnungen, Anmerkungen) | Höchstplatzierung, Gesamtwochen, AuszeichnungChartplatzierungen (Jahr, Titel, Platzierungen, Wochen, Auszeichnungen, Anmerkungen) | Anmerkungen                                            |
| Jahr | Titel                      | DE | UK | US | Anmerkungen                                            |
| ---- | -------------------------- | --- | --- | --- | ------------------------------------------------------ |
| 1986 | Lovers                     | — | — | — | Erstveröffentlichung: 7. Oktober 1986                  |
| 1989 | Tender Lover               | — | — | US14 ×3Dreifachplatin · (61 Wo.)US                                                                                                | Erstveröffentlichung: 7. Juli 1989                     |
| 1993 | For the Cool in You        | — | — | US16 ×3Dreifachplatin · (83 Wo.)US                                                                                                | Erstveröffentlichung: 24. August 1993                  |
| 1996 | The Day                    | DE85 (5 Wo.)DE | UK34 Silber · (13 Wo.)UK | US6 ×2Doppelplatin · (46 Wo.)US                                                                                                   | Erstveröffentlichung: 29. Oktober 1996                 |
| 1998 | Christmas with Babyface    | — | — | US101 (5 Wo.)US | Erstveröffentlichung: 27. Oktober 1998                 |
| 2001 | Face2Face                  | — | — | US25 (11 Wo.)US | Erstveröffentlichung: 11. September 2001               |
| 2005 | Grown & Sexy               | — | — | US10 (10 Wo.)US | Erstveröffentlichung: 26. Juli 2005                    |
| 2007 | Playlist                   | — | — | US48 (4 Wo.)US | Erstveröffentlichung: 18. September 2007               |
| 2014 | Love, Marriage & Divorce   | — | UK75 (2 Wo.)UK | US4 (17 Wo.)US | Erstveröffentlichung: 4. Februar 2014 mit Toni Braxton |
| 2015 | Return of the Tender Lover | — | — | US39 (3 Wo.)US | Erstveröffentlichung: 4. Dezember 2015                 |
| 2022 | Girls Night Out            | — | — | US166 (1 Wo.)US | Erstveröffentlichung: 21. Oktober 2022                 |

### Livealben
| Jahr | Titel                  | Höchstplatzierung, Gesamtwochen, AuszeichnungChartsChartplatzierungen (Jahr, Titel, Platzierungen, Wochen, Auszeichnungen, Anmerkungen) | Anmerkungen                             |
| Jahr | Titel                  | US | Anmerkungen                             |
| ---- | ---------------------- | --- | --------------------------------------- |
| 1997 | MTV Unplugged NYC 1997 | US106 Gold · (13 Wo.)US | Erstveröffentlichung: 25. November 1997 |

### Kompilationen
- 2000: A Collection of His Greatest Hits
- 2001: Love Songs
- 2003: The Essential

### Remixalben
- 1991: A Closer Look
- 2005: The Other Side of Cool

### Singles als Leadmusiker
| Jahr | Titel Album                                            | Höchstplatzierung, Gesamtwochen, AuszeichnungChartplatzierungen (Jahr, Titel, Album, Platzierungen, Wochen, Auszeichnungen, Anmerkungen) | Höchstplatzierung, Gesamtwochen, AuszeichnungChartplatzierungen (Jahr, Titel, Album, Platzierungen, Wochen, Auszeichnungen, Anmerkungen) | Höchstplatzierung, Gesamtwochen, AuszeichnungChartplatzierungen (Jahr, Titel, Album, Platzierungen, Wochen, Auszeichnungen, Anmerkungen) | Höchstplatzierung, Gesamtwochen, AuszeichnungChartplatzierungen (Jahr, Titel, Album, Platzierungen, Wochen, Auszeichnungen, Anmerkungen) | Höchstplatzierung, Gesamtwochen, AuszeichnungChartplatzierungen (Jahr, Titel, Album, Platzierungen, Wochen, Auszeichnungen, Anmerkungen) | Anmerkungen                                                                        |
| Jahr | Titel Album                                            | DE | AT | CH | UK | US | Anmerkungen                                                                        |
| ---- | ------------------------------------------------------ | --- | --- | --- | --- | --- | ---------------------------------------------------------------------------------- |
| 1989 | It’s No Crime Tender Lover                             | — | — | — | — | US7 (18 Wo.)US | Erstveröffentlichung: August 1989                                                  |
| 1989 | Tender Lover                                           | — | — | — | UK86 (2 Wo.)UK | US14 (17 Wo.)US | Erstveröffentlichung: November 1989                                                |
| 1990 | Whip Appeal Tender Lover                               | — | — | — | — | US6 (18 Wo.)US | Erstveröffentlichung: 22. Februar 1990                                             |
| 1990 | My Kinda Girl Tender Lover                             | — | — | — | — | US30 (13 Wo.)US | Erstveröffentlichung: Juni 1990                                                    |
| 1992 | Give U My Heart Boomerang (O.S.T)                      | — | — | — | — | US29 (16 Wo.)US | Erstveröffentlichung: 7. Juli 1992 feat. Toni Braxton                              |
| 1993 | For the Cool in You                                    | — | — | — | — | US81 (9 Wo.)US | Erstveröffentlichung: August 1993                                                  |
| 1993 | Never Keeping Secrets For the Cool in You              | — | — | — | — | US15 (23 Wo.)US | Erstveröffentlichung: Oktober 1993                                                 |
| 1994 | And Our Feelings For the Cool in You                   | — | — | — | — | US21 (20 Wo.)US | Erstveröffentlichung: Februar 1994                                                 |
| 1994 | When Can I See You For the Cool in You                 | — | — | — | UK35 (3 Wo.)UK | US4 Gold · (36 Wo.)US | Erstveröffentlichung: Juni 1994                                                    |
| 1994 | Rock Bottom For the Cool in You                        | — | — | — | UK50 (4 Wo.)UK | — | Erstveröffentlichung: Juli 1994                                                    |
| 1996 | This Is for the Lover in You The Day                   | — | — | — | UK12 (8 Wo.)UK | US6 Platin · (20 Wo.)US | Erstveröffentlichung: 5. Oktober 1996 feat. LL Cool J, Howard Hewett & Jody Watley |
| 1997 | Every Time I Close My Eyes The Day / The Moment        | DE87 (3 Wo.)DE | — | — | UK13 (4 Wo.)UK | US6 Platin · (26 Wo.)US | Erstveröffentlichung: 14. Januar 1997 mit Mariah Carey, Kenny G & Sheila E.        |
| 1997 | How Come, How Long The Day / At the Close of a Century | DE17 (19 Wo.)DE | AT9 (10 Wo.)AT | CH10 (19 Wo.)CH | UK10 (7 Wo.)UK | — | Erstveröffentlichung: 7. Juli 1997 feat. Stevie Wonder                             |
| 2001 | There She Goes Face2Face                               | DE93 (2 Wo.)DE | — | — | — | US31 (15 Wo.)US | Erstveröffentlichung: Mai 2001                                                     |
| 2001 | What If Face2Face                                      | — | — | — | — | US80 (15 Wo.)US | Erstveröffentlichung: September 2001                                               |

Weitere Singles
- 1998: Fire (feat. Des'ree)
- 1998: You Were There
- 2007: Fire and Rain
- 2013: Where Did We Go Wrong (mit Toni Braxton)
- 2015: We've Got Love
- 2015: Exceptional
- 2020: He Don't Know Nothin' 'Bout It (feat. Jam & Lewis)

### Singles als Gastmusiker
| Jahr | Titel Album                                    | Höchstplatzierung, Gesamtwochen, AuszeichnungChartplatzierungen (Jahr, Titel, Album, Platzierungen, Wochen, Auszeichnungen, Anmerkungen) | Höchstplatzierung, Gesamtwochen, AuszeichnungChartplatzierungen (Jahr, Titel, Album, Platzierungen, Wochen, Auszeichnungen, Anmerkungen) | Höchstplatzierung, Gesamtwochen, AuszeichnungChartplatzierungen (Jahr, Titel, Album, Platzierungen, Wochen, Auszeichnungen, Anmerkungen) | Anmerkungen                                                                       |
| Jahr | Titel Album                                    | DE | UK | US | Anmerkungen                                                                       |
| ---- | ---------------------------------------------- | --- | --- | --- | --------------------------------------------------------------------------------- |
| 1990 | Love Makes Things Happen Always                | — | — | US13 (19 Wo.)US | Erstveröffentlichung: 6. November 1990 Pebbles feat. Babyface                     |
| 1995 | Someone to Love Bonafide                       | — | — | US10 Gold · (30 Wo.)US | Erstveröffentlichung: April 1995 Jon B. feat. Babyface                            |
| 1996 | Slow Jams Q’s Jook Joint                       | — | — | US68 (9 Wo.)US | Erstveröffentlichung: April 1996 Quincy Jones feat. Babyface, Barry White & Tamia |
| 1997 | (Always Be My) Sunshine In My Lifetime, Vol. 1 | DE18 (14 Wo.)DE | UK25 (2 Wo.)UK | US95 (2 Wo.)US | Erstveröffentlichung: 16. September 1997 Jay-Z feat. Babyface & Foxy Brown        |

## Auszeichnungen für Musikverkäufe
| Goldene Schallplatte - Australien - 1997: für das Album The Day - Japan - 1997: für das Album The Day - 1998: für das Album Christmas with Babyface - 2000: für das Album A Collection of His Greatest Hits - Kanada - 1997: für das Album For the Cool in You - 1997: für das Album MTV Unplugged NYC 1997 - Neuseeland - 1997: für das Album The Day - Niederlande - 1997: für das Album The Day | Platin-Schallplatte - Australien - 1997: für die Single How Come, How Long - Japan - 1998: für das Album MTV Unplugged NYC 1997 - 2001: für das Album Face2Face - Kanada - 1997: für das Album The Day - Neuseeland - 1996: für die Single Slow Jams |

Anmerkung: Auszeichnungen in Ländern aus den Charttabellen bzw. Chartboxen sind in ebendiesen zu finden.
| Land/RegionAuszeichnungen für Musikverkäufe (Land/Region, Auszeichnungen, Verkäufe, Quellen) | Silber  | Gold       | Platin       | Verkäufe   | Quellen                   |
| -------------------------------------------------------------------------------------------- | ------- | ---------- | ------------ | ---------- | ------------------------- |
| Australien (ARIA)                                                                            | —       | Gold1      | Platin1      | 105.000    | aria.com.au               |
| Japan (RIAJ)                                                                                 | —       | 3× Gold3   | 2× Platin2   | 700.000    | riaj.or.jp                |
| Kanada (MC)                                                                                  | —       | 2× Gold2   | Platin1      | 200.000    | musiccanada.com           |
| Neuseeland (RMNZ)                                                                            | —       | Gold1      | Platin1      | 17.500     | aotearoamusiccharts.co.nz |
| Niederlande (NVPI)                                                                           | —       | Gold1      | —            | 50.000     | nvpi.nl                   |
| Vereinigte Staaten (RIAA)                                                                    | —       | 3× Gold3   | 10× Platin10 | 11.500.000 | riaa.com                  |
| Vereinigtes Königreich (BPI)                                                                 | Silber1 | —          | —            | 60.000     | bpi.co.uk                 |
| Insgesamt                                                                                    | Silber1 | 11× Gold11 | 15× Platin15 |            |                           |